# Computador ternário
Computador ternário é um modelo de computador que utiliza a lógica ternária, que consiste em três valores possíveis, e não apenas dois, como na lógica binária. Foi inventado pelo cientista soviético Nikolai Brusentsov.